# Magyar népdalok BB43
A Magyar népdalok II. füzete Bartók Béla 1906–1907-ben írt műve, melyben tíz magyar népdalt dolgoz fel énekhangra és zongorára. A jegyzékszáma BB43.
A dalok:
1. Tiszán innen, Tiszán túl (On this side of the Tisza, on that side of the Tisza)
2. Erdők, völgyek, szűk ligetek (Woods valleys, narrow parks)
3. Olvad a hó (The snow is melting)
4. Ha bemegyek a csárdába (Down at the tavern)
5. Fehér László lovat lopott (Feher Laszlo stole a horse)
6. Megittam a piros bort (My glass is empty)
7. Ez a kislány gyöngyöt fűz (This maiden threading)
8. Sej, mikor engem katonának visznek (Alas, when they take me to be a soldier)
9. Még azt mondják (And they still say)
10. Kis kece lányom (My dear daughter)

## Kapcsolódó lapok
- Bartók Béla műveinek listája